# Малая Соль
Малая Соль — река в Пермском крае России, протекает в западной части Гайнского района. Устье реки находится в 108 км по левому берегу реки Чёрная. Длина реки составляет 19 км.

## Гидрография
Берёт начало в болотистой местности, на высоте ≈ 195 м над уровнем моря, в 10 км западнее посёлка Бадья. От истока течёт на запад, в среднем течении преобладающим направлением становится юго-запад, в нижнем течении русло часто виляет, а доминирующим направлением становится юг. Впадает в Чёрную, в западной части посёлка Чёрнореченский, на высоте 163 м над уровнем моря, в 108 км от устья.

### Притоки
В Малую Соль впадает 6 притоков (длиной от 1,5 км до 7,5 км).

## Данные водного реестра
По данным государственного водного реестра России относится к Камскому бассейновому округу, водохозяйственный участок реки — Кама от истока до водомерного поста у села Бондюг, речной подбассейн реки — бассейны притоков Камы до впадения Белой. Речной бассейн реки — Кама.
Код объекта в государственном водном реестре — 10010100112111100001631.